# Elephantidae
Elephantidae (Gray, 1821) è una famiglia di mammiferi proboscidati che comprende tre specie viventi, comunemente note come elefanti: l'elefante asiatico (Elephas maximus), l'elefante africano di savana (Loxodonta africana) e l'elefante africano di foresta (Loxodonta cyclotis), precedentemente considerata una sottospecie di L. africana.
Vivono normalmente fino a 70 anni, ma l'elefante più longevo di cui si ha notizia ha raggiunto gli 82 anni.

## Caratteristiche
Sono animali di grandi dimensioni, con occhi relativamente piccoli e grandi orecchie mobili. Sono dotati di due zanne prominenti in avorio e di una proboscide, derivata dalla fusione di naso e labbro superiore: un organo molto versatile, prensile, dotato di numerose terminazioni nervose.
Gli elefanti hanno un udito e un olfatto molto sviluppati, che compensano una vista piuttosto debole.
La gestazione dura circa 21 mesi; viene partorito un piccolo che alla nascita pesa circa 120 kg. I parti gemellari sono molto rari e interessano meno del 2% delle nascite.
Gli elefanti sono erbivori e si nutrono principalmente di fogliame degli alberi. Necessitano di grandi quantità di cibo, e il loro passaggio ha un effetto devastante sulla vegetazione; di conseguenza, tendono a spostarsi in continuazione. Prima dell'avvento dell'uomo, che ne ha limitato fortemente la circolazione sul territorio, erano certamente una specie meno stanziale di quanto non appaia oggi.
A partire dalla maturità superiore, gli elefanti rivelano un carattere irrequieto, che non raramente può portare a episodi di aggressività, anche nei confronti dell'uomo. La fase di massima eccitazione dei maschi, in cui sono più pericolosi, viene chiamata musth (o must), ed è ben nota ai gestori di circhi o zoo. Essi non sono monogami: di solito, il maschio vive con la femmina per un periodo piuttosto lungo, anche anni, per poi cambiare compagna. La struttura sociale è complessa, organizzata in gruppi di femmine imparentate tra loro e facenti capo a una matriarca. A margine del gruppo principale vi sono gruppi più piccoli di maschi che, nel periodo del "musth", combattono tra loro per scegliere la gerarchia di accoppiamento.
Gli elefanti sono dotati di una proverbiale memoria. Individui addomesticati hanno mostrato di poter riconoscere una persona anche a distanza di anni.
Molti autori antichi raccontano dello strano modo in cui dormirebbero gli elefanti e sullo strano modo in cui potrebbero essere catturati: poiché per riposare si appoggiano agli alberi, i cacciatori per catturarli usano segare parzialmente alla base i tronchi facendo così in modo che gli elefanti franino a terra e vengano poi facilmente uccisi. Anche perché – ed è altra falsa credenza – si riteneva che gli elefanti non avessero giunture alle ginocchia e quindi, una volta caduti a terra, fossero incapaci di rialzarsi. Giulio Cesare, nel suo De Bello Gallico, dice lo stesso delle alci, animali a lui prima sconosciuti.
È una leggenda metropolitana la proverbiale paura che gli elefanti nutrirebbero per i topi. Un animale che invece gli elefanti africani temono, al punto da evitare accuratamente gli alberi che ne sono infestati, è la formica.

## Anatomia

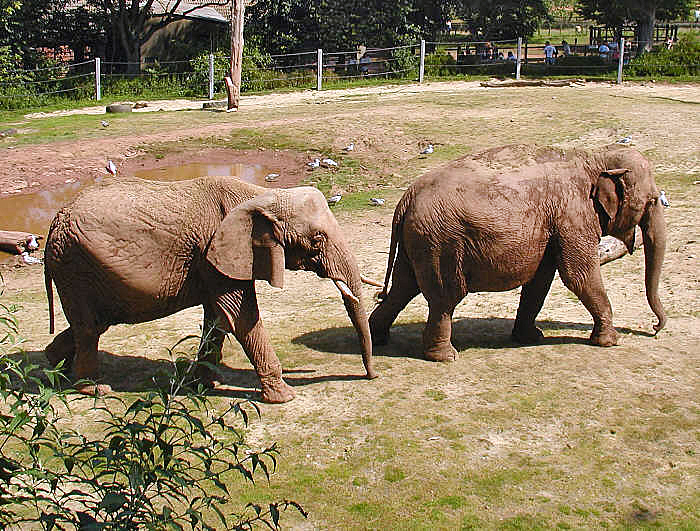
Elefante africano di savana (a sinistra) ed Elefante asiatico (a destra)

Oltre alle zanne, l'elefante ha altri 4 enormi denti (molari). L'intestino è eccezionalmente lungo (nelle specie africane misura mediamente 37 metri) e predisposto alla digestione di qualsiasi tipo di vegetale. Il cervello dell'elefante è quattro volte più grosso di quello di un uomo (in proporzione però è più piccolo, perché un elefante pesa circa 100 volte più di un essere umano).
Nonostante la somiglianza esteriore, gli elefanti africani e asiatici presentano alcune importanti differenze sul piano anatomico. Lo scheletro dell'elefante africano ha 21 paia di costole e 26 vertebre caudali, mentre l'elefante asiatico ne ha rispettivamente 19 e 33. Nel primo il cranio è appiattito sulla fronte, nel secondo molto incurvato. 
Nell'elefante asiatico le zanne, presenti solamente nei maschi, sono più corte di quelle dell'elefante africano.
Altra visibile differenza tra l'elefante africano e l'elefante asiatico è la dimensione delle orecchie: il primo ha i padiglioni auricolari molto più grandi (183 cm lunghezza e 114 cm di larghezza) rispetto a quelli del secondo (60 cm di lunghezza e 30 cm di larghezza).

## Altre specie

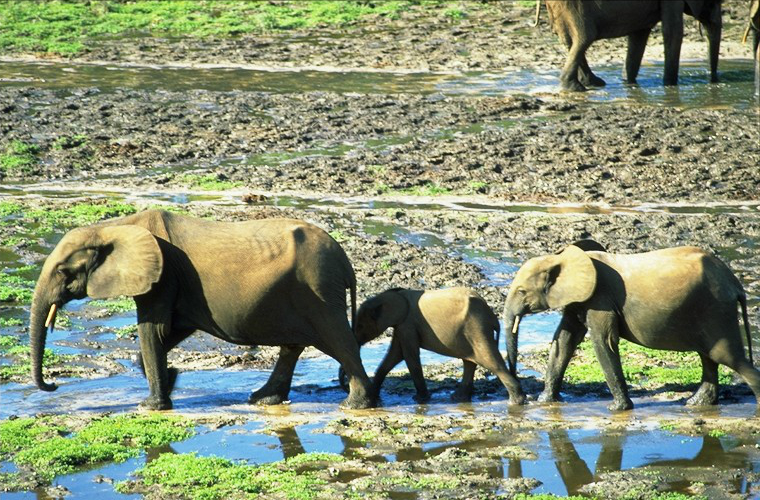
La salina di Dzanga Sangha, in Repubblica Centrafricana, è uno dei posti dove è facile vedere i piccoli elefanti africani di foresta

Una quarta specie di elefante, l'elefante nordafricano (Loxodonta pharaoensis), si è estinta in tempi recenti (I o II secolo); a questa specie alcuni dicono appartenessero gli elefanti da guerra di Annibale anche se i più propendono per una loro provenienza asiatica (come quelli usati dai persiani e dai re dell'Epiro). Una quinta specie estinta, l'elefante pigmeo (Loxodonta pumilio), di cui si è ipotizzata l'esistenza sulla base di ritrovamenti di ossa nel bacino del Congo, è controversa: secondo alcuni paleontologi potrebbe infatti trattarsi di elefanti africani delle foreste le cui dimensioni ridotte sarebbero da attribuirsi a condizioni ambientali.

## Evoluzione
Tassonomia degli elefanti basata sul genoma nucleare, secondo Palkopoulou et al. 2018:
|  | Elephas (elefante asiatico) |
|  |                             |
|  | Mammuthus (mammut) †        |
|  |                             |

|  | Loxodonta (elefante africano) |
|  |                               |

|  | Palaeoloxodon † |
|  |                 |

|  | Loxodonta (elefante africano) |
|  |                               |

|  | Palaeoloxodon † |
|  |                 |

|  | Elephas (elefante asiatico) |
|  |                             |
|  | Mammuthus (mammut) †        |
|  |                             |

|  | Loxodonta (elefante africano) |
|  |                               |

|  | Palaeoloxodon † |
|  |                 |

|  | Loxodonta (elefante africano) |
|  |                               |

|  | Palaeoloxodon † |
|  |                 |

|  | Elephas (elefante asiatico) |
|  |                             |
|  | Mammuthus (mammut) †        |
|  |                             |

|  | Loxodonta (elefante africano) |
|  |                               |

|  | Palaeoloxodon † |
|  |                 |

|  | Loxodonta (elefante africano) |
|  |                               |

|  | Palaeoloxodon † |
|  |                 |

|  | Elephas (elefante asiatico) |
|  |                             |
|  | Mammuthus (mammut) †        |
|  |                             |

|  | Loxodonta (elefante africano) |
|  |                               |

|  | Palaeoloxodon † |
|  |                 |

|  | Loxodonta (elefante africano) |
|  |                               |

|  | Palaeoloxodon † |
|  |                 |

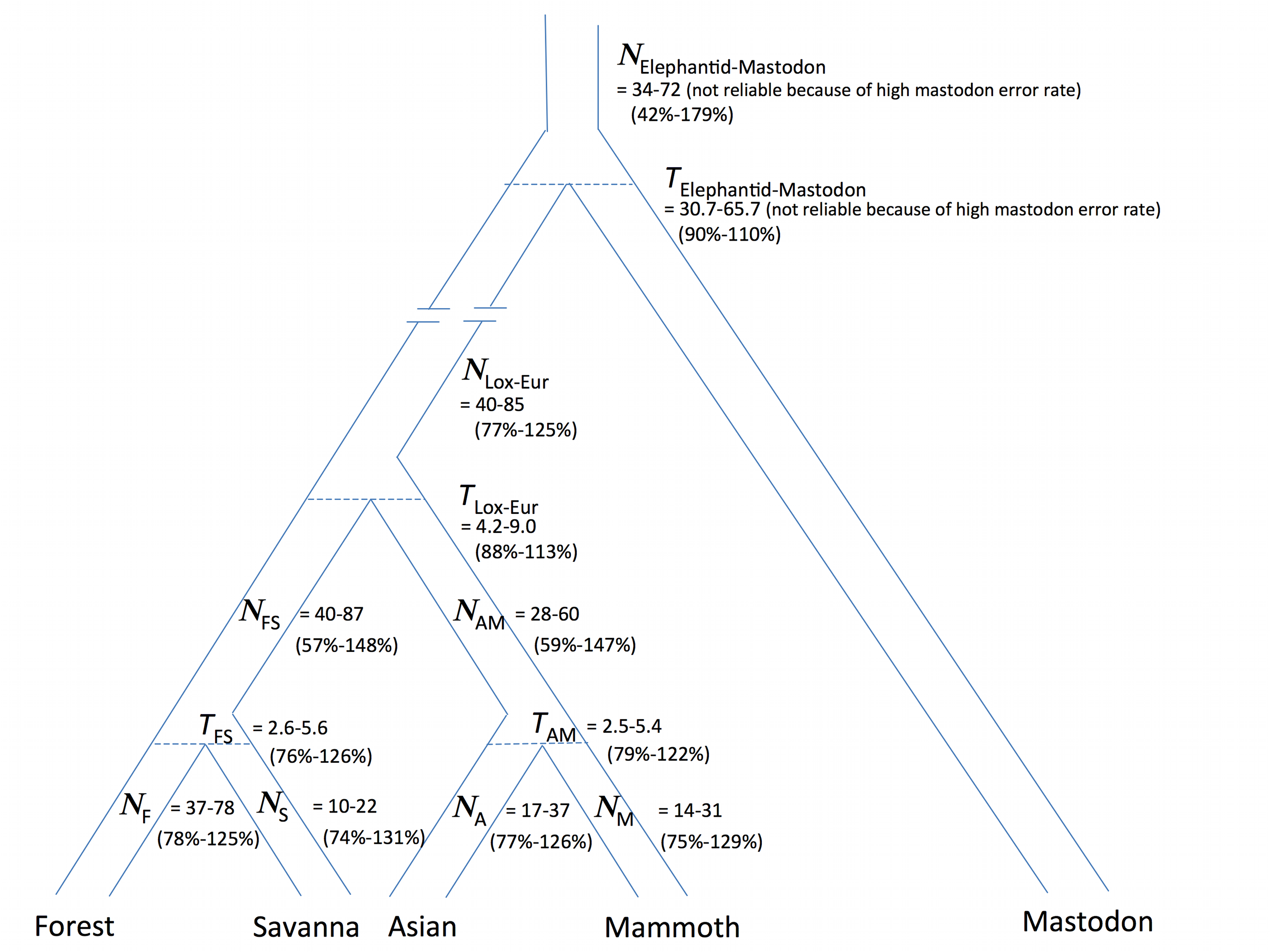
L'albero filogenetico più accurato degli elefanti nel 2010

La storia evolutiva della famiglia è quanto mai complessa ed intricata, come tutto l'ordine Proboscidea del resto, e soggetta a totale rimescolamento e riformulazione ogni volta che viene scoperta una nuova specie fossile.
Lo schema iniziale elaborato agli inizi del secolo scorso vedeva semplicemente gli elefanti come derivati dai mammut i quali, a loro volta, erano derivati dai Mastodonti. Con il procedere dei ritrovamenti fossili vennero poi interpretati come antenati degli elefanti gli Stegodonti asiatici. Quando ci si accorse che le due specie erano contemporanee e non potevano quindi essere l'una l'antenata dell'altra si lasciò la questione in sospeso ipotizzando per la famiglia Elephantidae una evoluzione indipendente separata dal resto dell'ordine dei Proboscidati, con forme tutte ancora da scoprire, e risalente addirittura al Moeritherium, vissuto 40 milioni di anni prima nell'Oligocene dell'Egitto.

### Gli Stegodonti
Nella seconda metà del secolo scorso compaiono finalmente fossili di animali dalle caratteristiche intermedie fra gli elefanti ed i Gonfoteri (famiglia Gomphotheriidae) che fino ad allora erano visti solo come un ramo specializzato di Mastodonti. I resti di Stegolophodon, vissuto in Africa nel Miocene, evidenziavano rispetto alle forme precedenti (in particolare Tetralophodon) un numero superiore ed un allungamento dei molari con creste trasversali (dette lamelle) composte da piccole cupsidi o piccoli coni. A partire da questa specie possiamo far risalire sia gli Stegodonti asiatici (genere Stegodon con numerose specie) sia le prime forme chiaramente riconducibili agli elefanti veri e propri come Stegotetrabelodon e Stegodibelodon. I due generi, vissuti in Africa e composti da limitati resti frammentati, presentano una struttura della corona dei molari con le "spaziature" (o depressioni) tra le creste a forma di V (tipiche degli elefanti attuali mentre negli Stegodonti sono a forma di Y) e la presenza di incisivi sulle mandibole. Vissuti alla fine del Miocene e all'inizio del Pliocene in un ambiente misto di foreste e savana, le due forme devono il loro nome, nello specifico il prefisso Stego-, alla scorretta interpretazione dei primi studiosi che li ritenevano parte del gruppo degli Stegodonti.
Lo stadio successivo dell'evoluzione degli elefanti moderni è rappresentato dal genere Primelephas, vissuto in Africa alla fine del Miocene e caratterizzato da due paia di zanne dirette in avanti (anche se le inferiori erano di dimensioni nettamente inferiori rispetto alle superiori), un tronco più lungo ed un maggior numero di creste nei molari. Attualmente Primelephas è considerato l'antenato comune diretto dei Mammuth e degli elefanti moderni e la loro differenziazione è stata calcolata a circa 5,5 milioni di anni fa.

### La saga del Mammuth
Enorme diventa a questo punto la confusione generata per classificare i vari generi: fino alla fine degli anni ottanta persisteva la teoria che voleva un genere ancestrale denominato Archidiskodon progenitore di mammuth europei ed asiatici progenitori, a loro volta, del genere Elephas. Archidiskodon era visto anche come antenato degli elefanti africani passando però prima da un successivo genere Palaeoloxodon che anticipava l'attuale Loxodonta.
Nuove scoperte fossili e nuove classificazioni hanno portato a far scomparire quasi totalmente l'esistenza del genere Archidiskodon e a datare a 4,8 milioni di anni fa l'inizio della linea evolutiva del mammuth documentata dal ritrovamento in vari siti del Nordafrica di resti della specie Mammuthus africanavus. A circa 4 milioni di anni fa sono datati i resti della specie Mammuthus subplanifrons ritrovata in Sudafrica e Kenya e che in molti vedono come semplice sottospecie della precedente. È a partire da questo periodo che i Mammuth iniziano a migrare e a raggiungere l'Asia e l'Europa.
La prima comparsa in Italia di rappresentanti del genere Mammuthus è datata a 2,6 milioni di anni fa nel medio Villafranchiano (inizio del Pleistocene) con una specie, ancora poco conosciuta e studiata, denominata (momentaneamente) Archidiskodon gromovi. Altrove fa la comparsa 1,7 milioni di anni fa la specie Mammuthus meridionalis che si diffonde rapidamente in tutto il continente euroasiatico e raggiunge il Nordamerica attraversando l'allora esposto stretto di Bering.

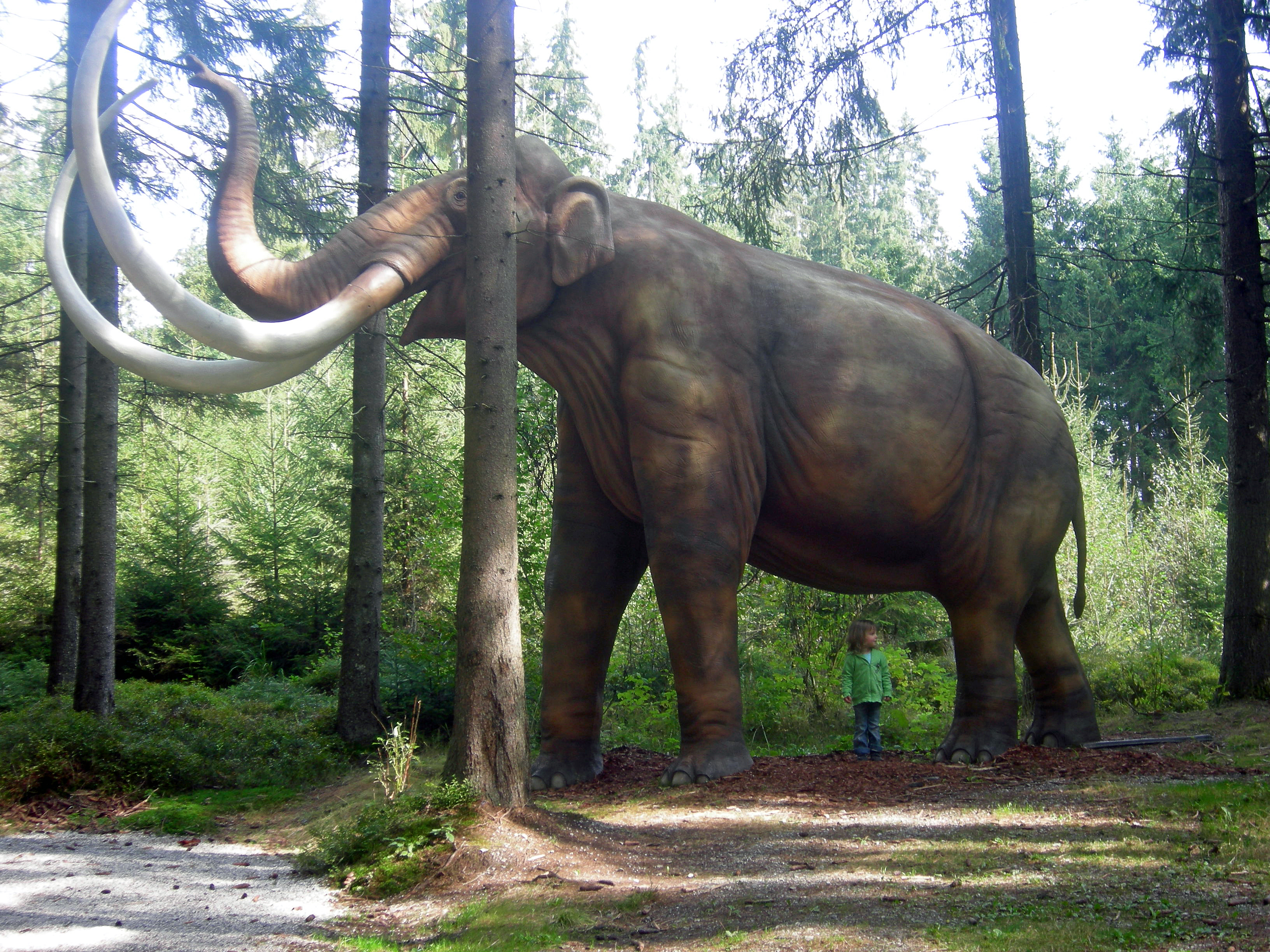
Ricostruzione di Mammuthus trogontherii

Questa specie presentava delle zanne molto caratteristiche: presso la base divergevano e si dirigevano verso il basso poi, con una curvatura ad S, si rivolgevano all'interno. Il dorso aveva un andamento quasi orizzontale e rettilineo, il cranio era più corto delle specie precedenti. 700000 anni fa il clima subì un forte raffreddamento e le fertili savane del Mammuthus meridionalis si trasformarono in steppe congelate causandone l'estinzione. Emerge allora la nuova specie Mammuthus trogontherii (chiamato anche "Mammuth delle steppe") adattato ad una dieta a base di erbe coriacee e ad un clima tipici della steppa. In questa specie le zanne assumono una ricurvatura ancora più marcata ed il cranio si accorcia ancora rispetto alla specie precedente.
Questa è la base che porta alla comparsa del Mammuthus primigenius dapprima nella sottospecie fraasi e poi nella variante che tutti conosciamo come "Mammuth lanoso", l'animale tipico della megafauna dell'Era glaciale, famoso anche per gli eccezionali ritrovamenti di individui completi congelati in Siberia, oggetto soprattutto oggi di numerosi dibattiti sulla sua estinzione.
Dai rappresentanti nordamericani del Mammuthus meridionalis si evolve il gigantesco Mammuthus imperator, dalle zanne lunghe 4,2 metri e con una forma quasi circolare, ed altre specie affini quali Mammuthus columbi e Mammuthus jeffersoni estinte tutte alla fine del Pleistocene così come la variante insulare rimpicciolita detta Mammuthus exilis.

### Elephas e Loxodonta
Contemporaneo alle prime specie di Mammuth era anche la specie Elephas ekorensis, arcaica iniziatrice del ramo che porta ai moderni elefanti asiatici e datata a 4,5 milioni di anni fa. Palaeoloxodon recki, vissuto un milione di anni dopo, raggiunse la dimensione record di 4,5 metri di altezza, misura che non lo avrebbe fatto sfigurare se messo al fianco del famoso Deinotherium giganteum. L'animale prosperò indisturbato in Africa per 2,5 milioni di anni fino a quando non subì la concorrenza del più efficiente esponente del genere Loxodonta. Il suo posto fu preso dal nuovo genere Elephas planifrons che si diffuse in Europa ed India durante il Pliocene inferiore. 

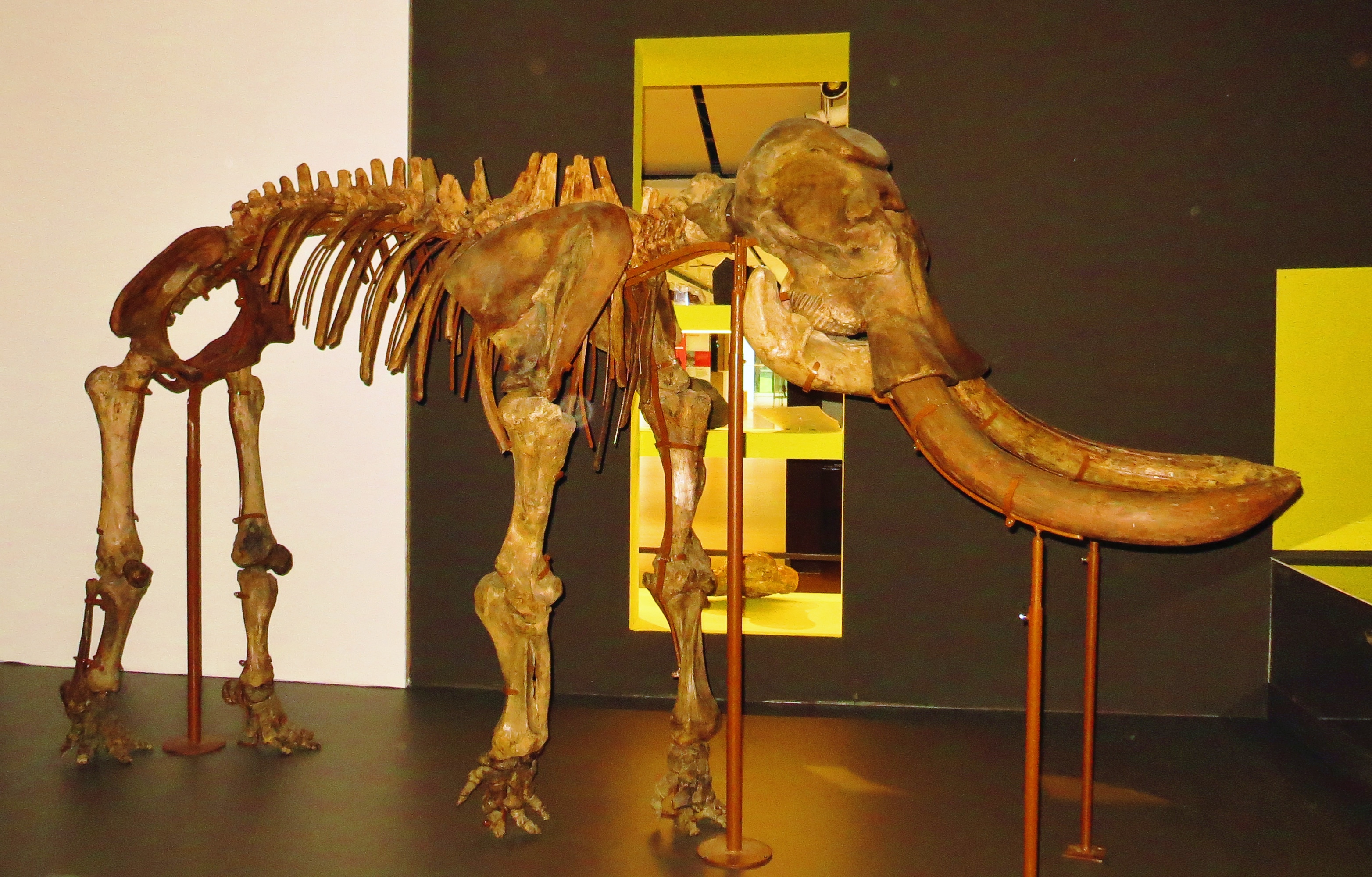
Scheletro dell'elefante nano Palaeoloxodon mnaidriensis esposto al MUSE di Trento

Le successive forme di Elephas, derivate dalla planifrons furono inizialmente classificate come esponenti di un nuovo genere denominato Palaeoloxodon, successivamente ridotto al rango di sottogenere, e di recente nuovamente elevato al rango di genere a sé stante.
A questa linea evolutiva appartiene Palaeoloxodon antiquus, comunemente chiamato "elefante dalle zanne dritte", la sua variante asiatica Palaeoloxodon namadicus e le versioni nane Palaeoloxodon mnaidriensis e Palaeoloxodon falconeri, emblematici casi di nanismo insulare.
A partire da Elephas planifrons è possibile far risalire anche una linea di elefanti asiatici che, partendo con Elephas hysudricus del Pliocene inferiore del nord dell'India e passando da altre numerose specie e sottospecie, si va a distribuire in numerose zone dell'Asia orientale quali Birmania, Giava, Borneo, Cina e Giappone.
Tutte queste forme asiatiche sono caratterizzate da depressioni delle corone dei denti molari, con creste più o meno completamente intervallate di ampie valli tra loro e il cui numero per ogni dente è sempre molto inferiore rispetto a quello degli elefanti attuali.
Alla fine degli anni ottanta cadde anche la teoria che voleva il genere Loxodonta, di cui non si trovavano forme fossili, discendente recente del già citato Palaeoloxodon: in Uganda nel 1995 vennero alla luce resti fossili di un animale classificato come Loxodonta adaurora e datato a 6-5,5 milioni di anni fa. Tale datazione porta il genere Loxodonta ad essere visto come il primo dei tre membri della famiglia Elephantidae ad essersi differenziato dal genere ancestrale Primelephas.

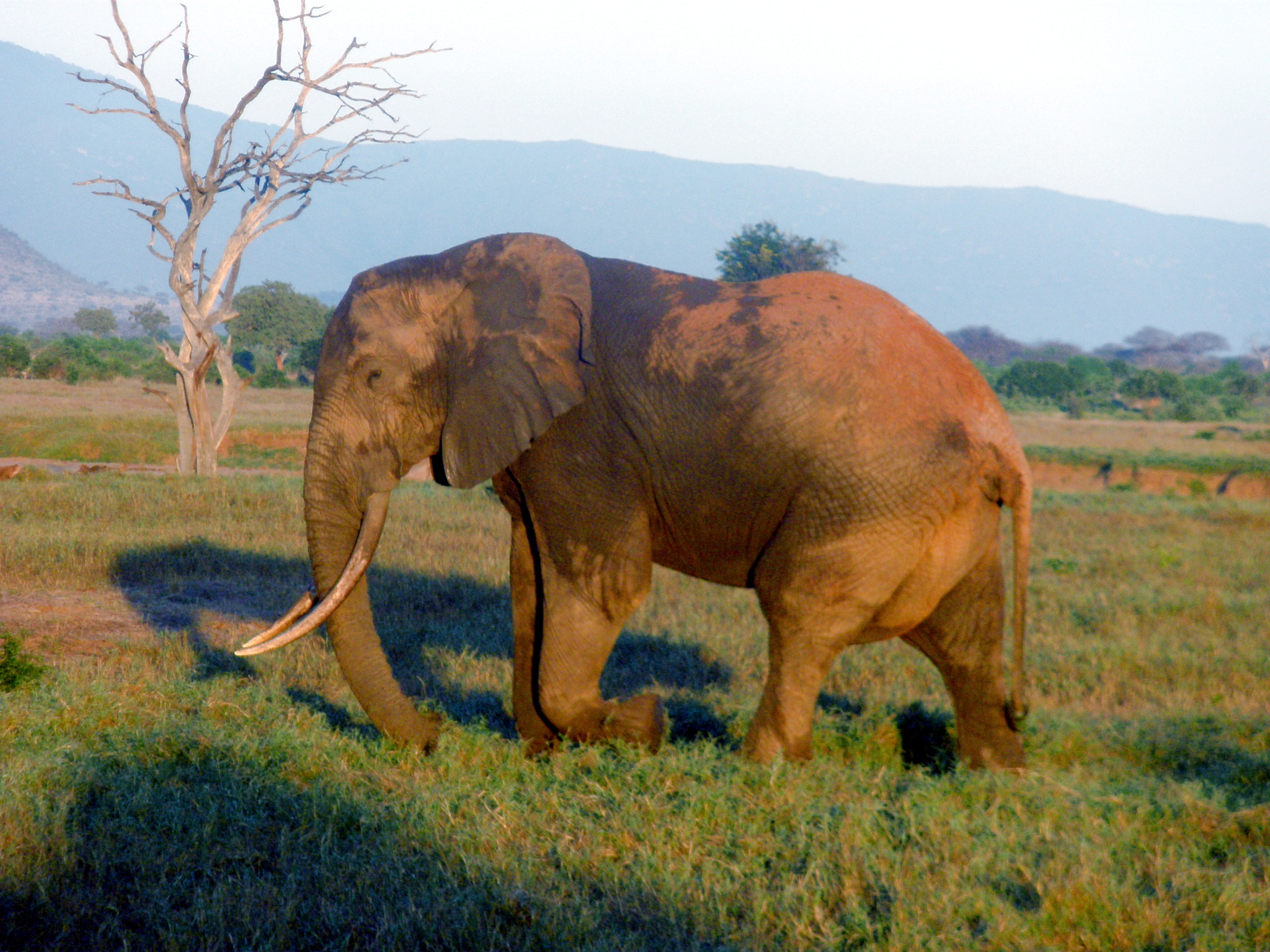
Un elefante nella savana

Sia gli stegodonti che gli elefanti propriamente detti vissero anche a ridosso della linea Wallace, che separa le faune del vecchio mondo da quelle dell'Oceania. Buoni nuotatori in realtà sono stati capaci di incursioni anche appena oltre questa linea approfittando anche della riduzione generale dei mari durante le varie glaciazioni ed in particolare durante i picchi glaciali (anche 130–150 m).
Si specula anche di intrusioni più consistenti di quelle a Flores, Timor e Celbes, oltre la linea Wallace-Weber e persino oltre la linea Lyddeker.
Nel 1844 il paleontologo britannico Owen attribuì ad un mastodonte alcuni molari trovati in Nuovo Galles del Sud (Australia), e nel 1882 creò il genere Notoelephas per una zanna proveniente dal Queensland, altri paleontologi hanno contestato questi risultati da allora, lasciando intendere che potesse trattarsi di burle e di sub-fossili asiatici. Da allora non è stata fatta alcuna scoperta di proboscidati in Oceania, anche se non è da escludersi in maniera assoluta che durante l'ultimo picco glaciale, contemporaneamente all'espansione umana oltre la linea Wallace, un po' di proboscidati raggiungessero Australia e Nuova Guinea, dove poi la caccia umana li avrebbe portati all'estinzione in breve tempo, lasciando rarissime tracce fossili.

## Religione e mitologia
Nella cosmologia induista, troviamo gli otto Elefanti del Mondo chiamati Ashtadiggajas, i guardiani delle direzioni che sostengono l’universo, e il dio-elefante Ganesha, dio delle arti, delle scienze, dell’intelligenza e della saggezza. Era sacro anche agli dei Indra e Shiva, simbolo della sovranità, della forza e della saldezza.
Nella scultura romanica l'elefante fu rappresentato nei capitelli di vari edifici religiosi, specie in Borgogna. È un simbolo molto positivo, spesso rappresentato a coppie di fronte all'albero della vita, inserito tra raffigurazioni di vegetazione rigogliosa, manca di rado tra gli abitanti del Paradiso terrestre.
Esso era considerato saggio, una guida nella direzione buona e anche particolarmente casto (poiché lo si riteneva frigido).